# Beaumont-sur-Lèze
Pour les articles homonymes, voir Beaumont.
Beaumont-sur-Lèze est une commune française située dans le centre du département de la Haute-Garonne, en région Occitanie. Sur le plan historique et culturel, la commune fait partie du Lauragais, l'ancien « Pays de Cocagne », lié à la fois à la culture du pastel et à l’abondance des productions, et de « grenier à blé du Languedoc ».
Exposée à un climat océanique altéré, elle est drainée par la Lèze, la Lantine, le Rieutort et par divers autres petits cours d'eau. La commune possède un patrimoine naturel remarquable composé d'une zone naturelle d'intérêt écologique, faunistique et floristique.
Beaumont-sur-Lèze est une commune rurale qui compte 1 638 habitants en 2022, après avoir connu une forte hausse de la population depuis 1975. Elle fait partie de l'aire d'attraction de Toulouse. Ses habitants sont appelés les Beaumontais ou  Beaumontaises.
Le patrimoine architectural de la commune comprend un immeuble protégé au titre des monuments historiques : une maison du XVe siècle, inscrite en 1994.

## Géographie

### Localisation

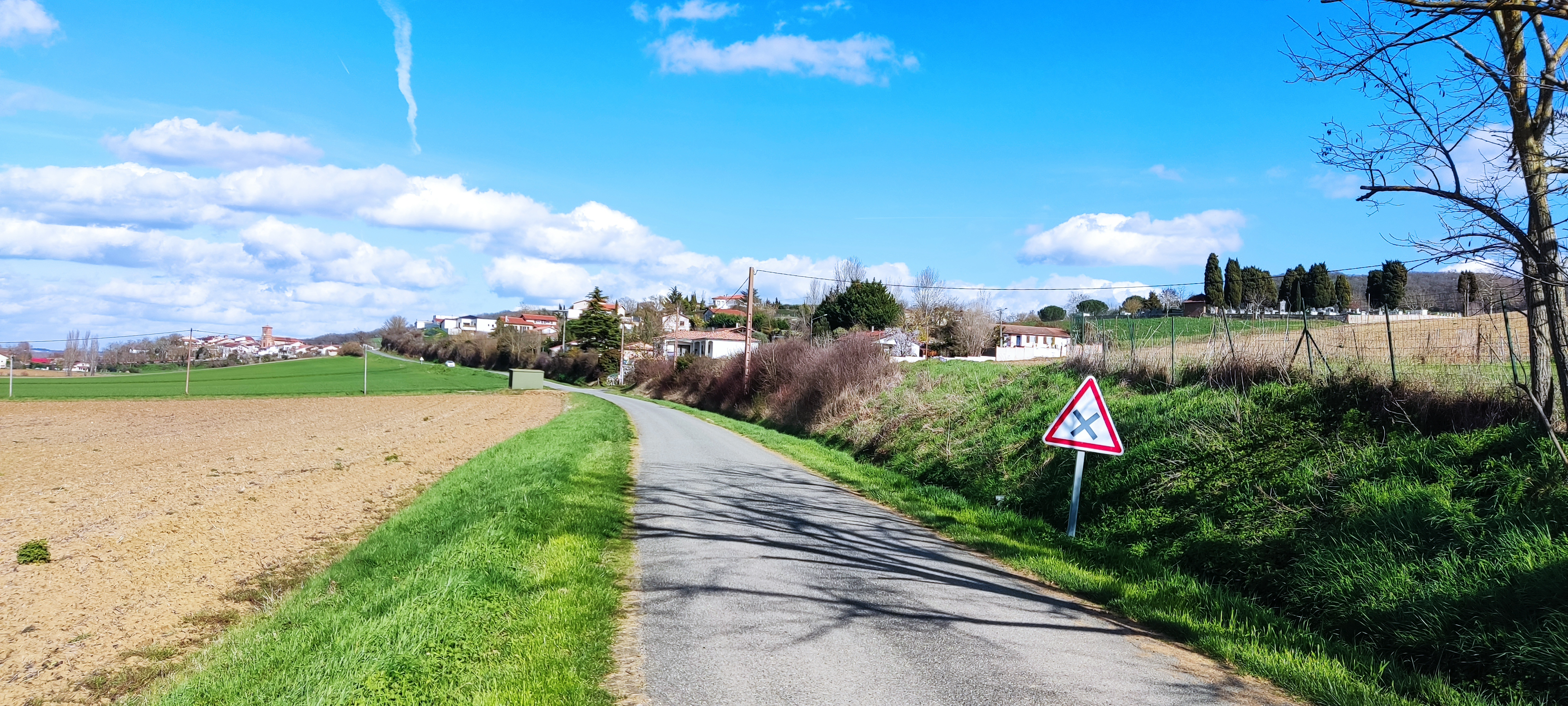
Vue générale de Beaumont sur Lèze

La commune de Beaumont-sur-Lèze se trouve dans le département de la Haute-Garonne, en région Occitanie.
Elle se situe à 26 km à vol d'oiseau de Toulouse, préfecture du département, à 9 km de Muret, sous-préfecture, et à 10 km d'Auterive, bureau centralisateur du canton d'Auterive dont dépend la commune depuis 2015 pour les élections départementales.
La commune fait en outre partie du bassin de vie de Toulouse.
Les communes les plus proches sont : 
Auribail (3,7 km), Lagardelle-sur-Lèze (4,3 km), Eaunes (4,6 km), Miremont (4,9 km), Mauzac (5,4 km), Le Fauga (5,4 km), Montaut (6,1 km), Saint-Sulpice-sur-Lèze (6,4 km).
Sur le plan historique et culturel, Beaumont-sur-Lèze fait partie du Lauragais, occupant une vaste zone, autour de l’axe central que constitue le canal du Midi, entre les agglomérations de Toulouse au nord-ouest et Carcassonne au sud-est et celles de Castres au nord-est et Pamiers au sud-ouest. C'est l'ancien « Pays de Cocagne », lié à la fois à la culture du pastel et à l’abondance des productions, et de « grenier à blé du Languedoc ».
Beaumont-sur-Lèze est limitrophe de huit autres communes.
Les communes limitrophes sont  Auribail, Eaunes, Lagardelle-sur-Lèze, Le Fauga, Mauzac, Miremont, Montaut et Muret.
| Muret    | Eaunes            | Lagardelle-sur-Lèze |
| Le Fauga | Beaumont-sur-Lèze | Miremont            |
| Mauzac   | Montaut           | Auribail            |

### Géologie et relief
La superficie de la commune est de 2 631 hectares ; son altitude varie de 174  à   311 mètres.

### Hydrographie

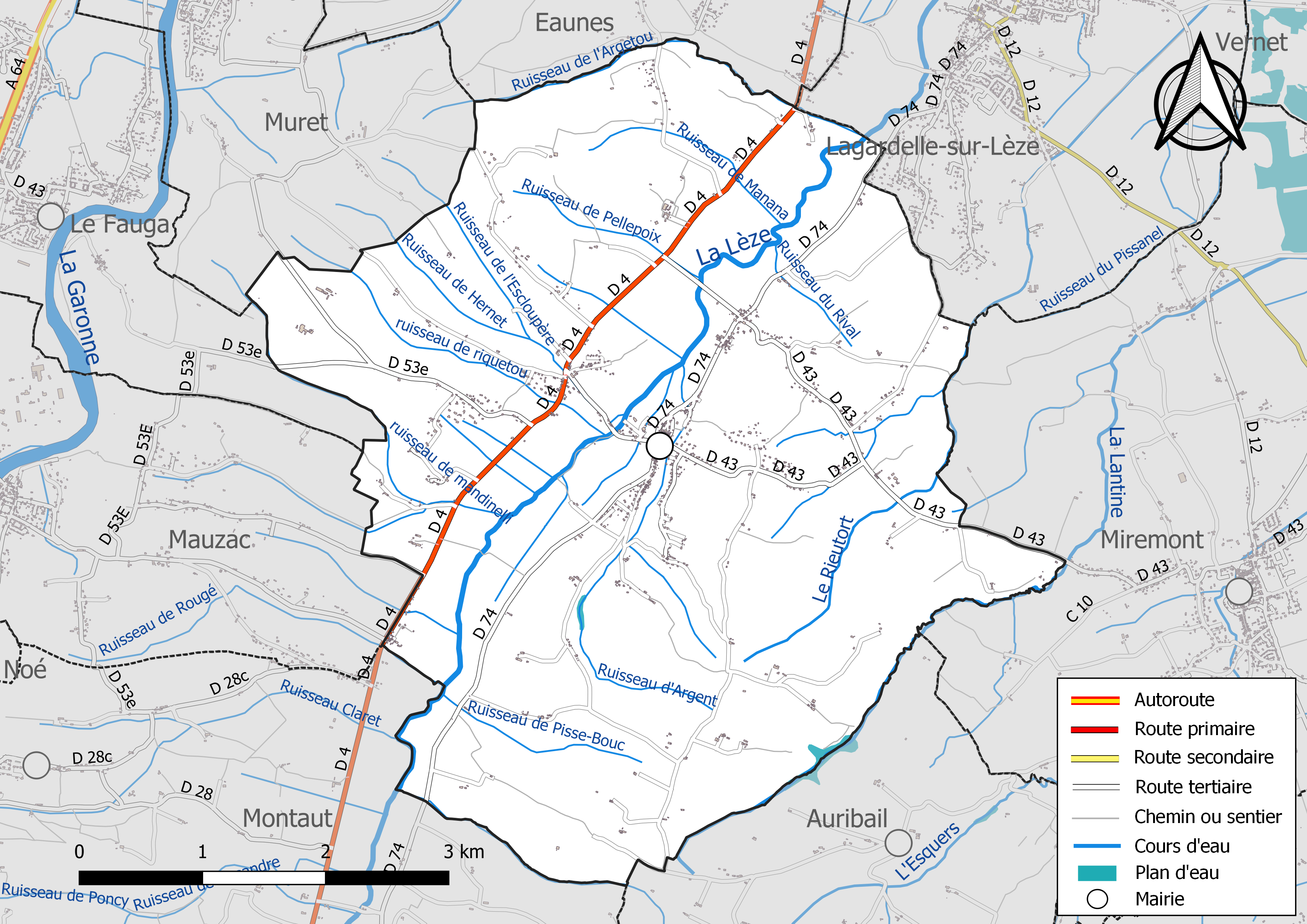
Réseaux hydrographique et routier de Beaumont-sur-Lèze.

La commune est dans le bassin de la Garonne, au sein du bassin hydrographique Adour-Garonne. Elle est drainée par la Lèze, la Lantine, le Rieutort, le ruisseau Claret, le ruisseau d'Argent, le ruisseau de Bricot, le ruisseau de Hernet, le ruisseau de l'Argetou, le ruisseau de l'Escloupère, le ruisseau de Manana, le ruisseau de mandinelli, le ruisseau de Pellepoix, le ruisseau de Pisse-Bouc, le ruisseau de riquetou, et par divers petits cours d'eau, constituant un réseau hydrographique de 44 km de longueur totale,.
La Lèze, d'une longueur totale de 70,2 km, prend sa source dans la commune de La Bastide-de-Sérou et s'écoule vers le nord. Elle traverse la commune et se jette dans l'Ariège à Labarthe-sur-Lèze, après avoir traversé 20 communes.
La Lantine, d'une longueur totale de 10,6 km, prend sa source dans la commune d'Auribail et s'écoule du sud-ouest vers le nord-est. Il traverse la commune et se jette dans l'Ariège à Grépiac, après avoir traversé 4 communes.

### Climat
Pour des articles plus généraux, voir Climat de l'Occitanie et Climat de la Haute-Garonne.
En 2010, le climat de la commune est de type climat du Bassin du Sud-Ouest, selon une étude s'appuyant sur une série de données couvrant la période 1971-2000. En 2020, Météo-France publie une typologie des climats de la France métropolitaine dans laquelle la commune est exposée à un climat océanique altéré et est dans la région climatique Aquitaine, Gascogne, caractérisée par une pluviométrie abondante au printemps, modérée en automne, un faible ensoleillement au printemps, un été chaud (19,5 °C), des vents faibles, des brouillards fréquents en automne et en hiver et des orages fréquents en été (15 à 20 jours).
Pour la période 1971-2000, la température annuelle moyenne est de 13 °C, avec une amplitude thermique annuelle de 15,5 °C. Le cumul annuel moyen de précipitations est de 757 mm, avec 10,2 jours de précipitations en janvier et 5,8 jours en juillet. Pour la période 1991-2020, la température moyenne annuelle observée sur la station météorologique la plus proche, située sur la commune de Lherm à 12 km à vol d'oiseau, est de 13,6 °C et le cumul annuel moyen de précipitations est de 620,4 mm,. Pour l'avenir, les paramètres climatiques de la commune estimés pour 2050 selon différents scénarios d'émission de gaz à effet de serre sont consultables sur un site dédié publié par Météo-France en novembre 2022.

### Milieux naturels et biodiversité

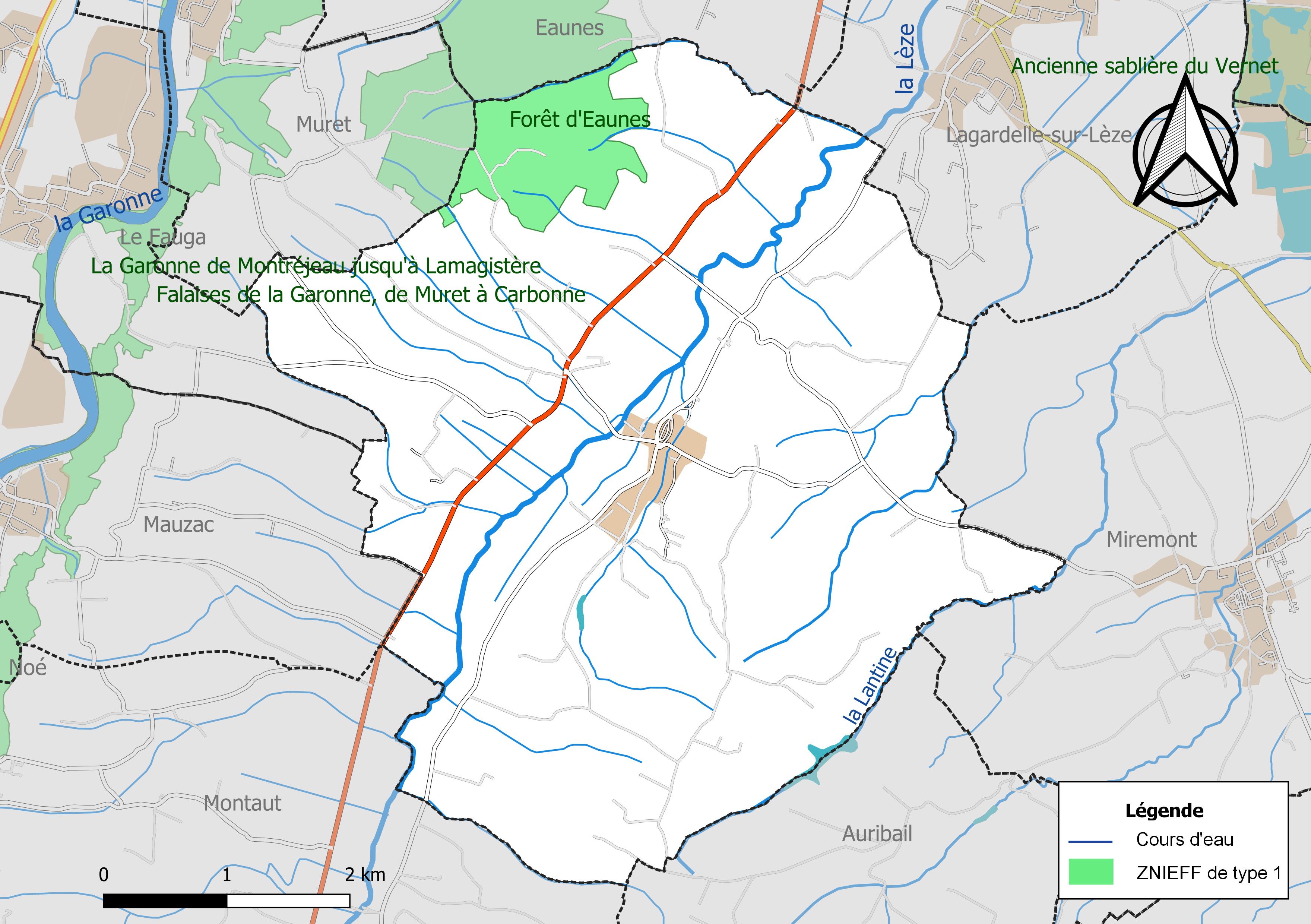
Carte de la ZNIEFF de type 1 localisée sur la commune.

L’inventaire des zones naturelles d'intérêt écologique, faunistique et floristique (ZNIEFF) a pour objectif de réaliser une couverture des zones les plus intéressantes sur le plan écologique, essentiellement dans la perspective d’améliorer la connaissance du patrimoine naturel national et de fournir aux différents décideurs un outil d’aide à la prise en compte de l’environnement dans l’aménagement du territoire.
Une ZNIEFF de type 1 est recensée sur la commune :
la « forêt d'Eaunes » (377 ha), couvrant 3 communes du département.

## Urbanisme

### Typologie
Au 1er janvier 2024, Beaumont-sur-Lèze est catégorisée commune rurale à habitat dispersé, selon la nouvelle grille communale de densité à sept niveaux définie par l'Insee en 2022.
Elle est située hors unité urbaine. Par ailleurs la commune fait partie de l'aire d'attraction de Toulouse, dont elle est une commune de la couronne,. Cette aire, qui regroupe 527 communes, est catégorisée dans les aires de 700 000 habitants ou plus (hors Paris),.

### Occupation des sols
L'occupation des sols de la commune, telle qu'elle ressort de la base de données européenne d’occupation biophysique des sols Corine Land Cover (CLC), est marquée par l'importance des territoires agricoles (94,2 % en 2018), en diminution par rapport à 1990 (95,7 %). La répartition détaillée en 2018 est la suivante : 
terres arables (67 %), zones agricoles hétérogènes (26 %), forêts (4,3 %), zones urbanisées (1,4 %), prairies (1,2 %). L'évolution de l’occupation des sols de la commune et de ses infrastructures peut être observée sur les différentes représentations cartographiques du territoire : la carte de Cassini (XVIIIe siècle), la carte d'état-major (1820-1866) et les cartes ou photos aériennes de l'IGN pour la période actuelle (1950 à aujourd'hui).

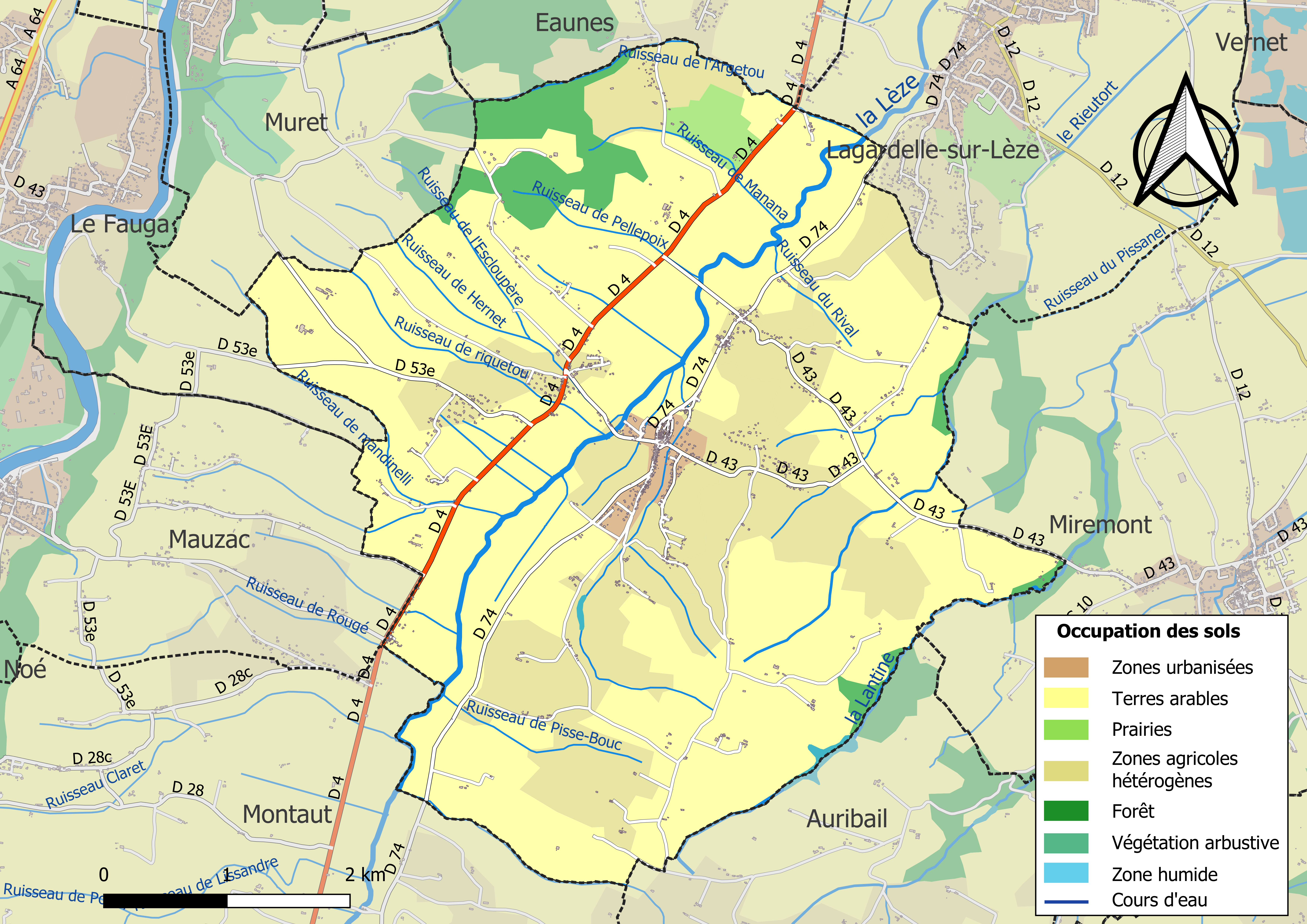
Carte des infrastructures et de l'occupation des sols de la commune en 2018 (CLC).

### Lieux-dits ou hameaux
Vignolles, Maurat, Pounchet, Calac, Rouget.

### Voies de communication et transports
L'accès au village se fait par les routes départementales D 74, D 43, D 4.
La ligne 358 du réseau Arc-en-Ciel, qui permet de relier la gare routière de Toulouse à Saint-Ybars, dessert le centre de la commune.

### Risques majeurs
Le territoire de la commune de Beaumont-sur-Lèze est vulnérable à différents aléas naturels : météorologiques (tempête, orage, neige, grand froid, canicule ou sécheresse), inondations, mouvements de terrains et séisme (sismicité très faible). Un site publié par le BRGM permet d'évaluer simplement et rapidement les risques d'un bien localisé soit par son adresse soit par le numéro de sa parcelle.
Certaines parties du territoire communal sont susceptibles d’être affectées par le risque d’inondation par débordement de cours d'eau, notamment le Lantine. La commune a été reconnue en état de catastrophe naturelle au titre des dommages causés par les inondations et coulées de boue survenues en 1982, 1992, 1998, 1999, 2000, 2007, 2009, 2015 et 2018,.

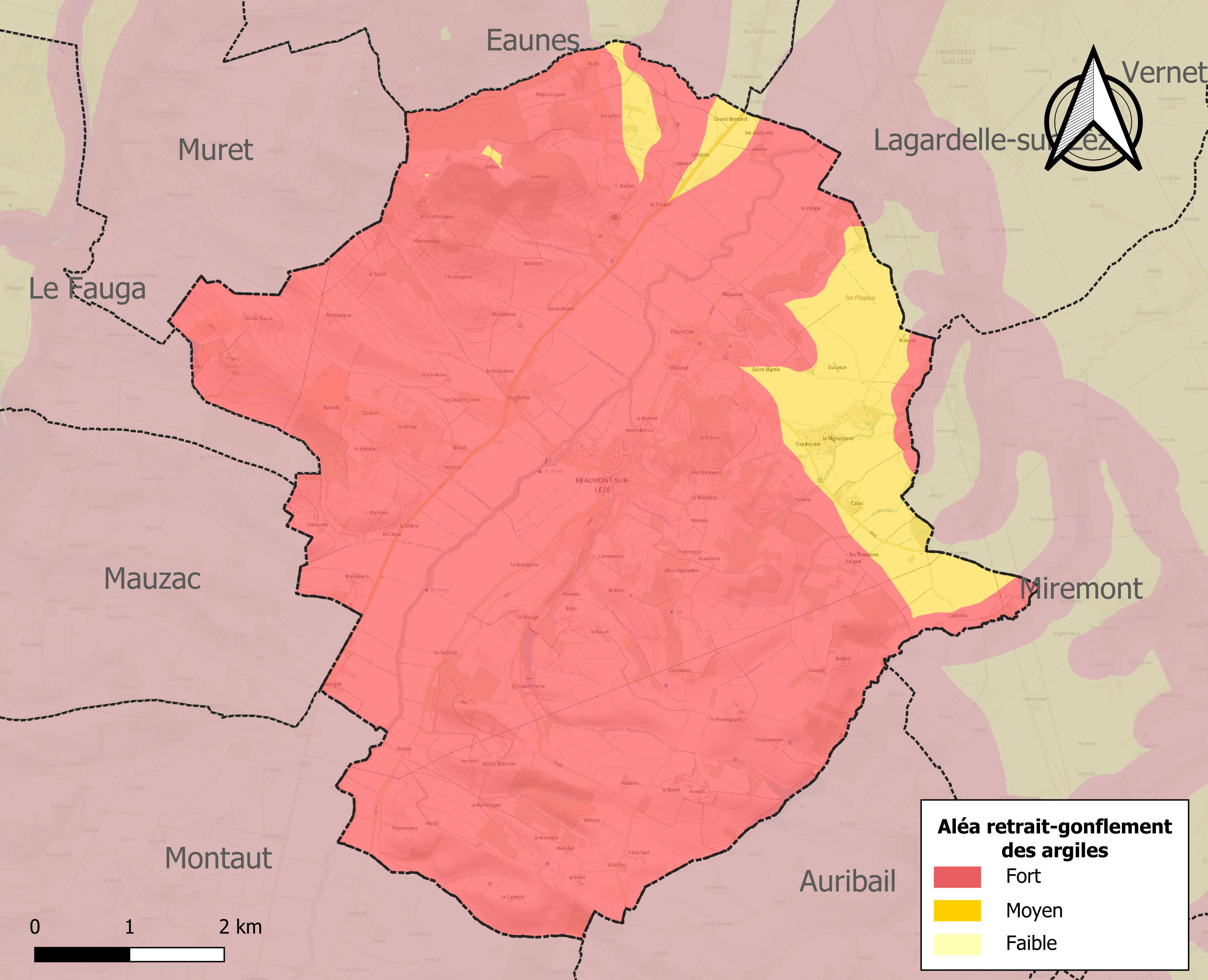
Carte des zones d'aléa retrait-gonflement des sols argileux de Beaumont-sur-Lèze.

La commune est vulnérable au risque de mouvements de terrains constitué principalement du retrait-gonflement des sols argileux. Cet aléa est susceptible d'engendrer des dommages importants aux bâtiments en cas d’alternance de périodes de sécheresse et de pluie. La totalité de la commune est en aléa moyen ou fort (88,8 % au niveau départemental et 48,5 % au niveau national). Sur les 667 bâtiments dénombrés sur la commune en 2019, 667 sont en aléa moyen ou fort, soit 100 %, à comparer aux 98 % au niveau départemental et 54 % au niveau national. Une cartographie de l'exposition du territoire national au retrait gonflement des sols argileux est disponible sur le site du BRGM,.
Par ailleurs, afin de mieux appréhender le risque d’affaissement de terrain, l'inventaire national des cavités souterraines permet de localiser celles situées sur la commune.
Concernant les mouvements de terrains, la commune a été reconnue en état de catastrophe naturelle au titre des dommages causés par la sécheresse en 1989, 1992, 2002, 2003, 2011 et 2016 et par des mouvements de terrain en 1999.

## Histoire
De 1905 à 1938, la commune a bénéficié d'une gare de la ligne de Toulouse-Roguet à Sabarat à voie métrique exploitée par la compagnie des chemins de fer du Sud-Ouest. Elle était au nord-ouest du bourg, près du hameau de Vignolles.

## Politique et administration

### Administration municipale
Le nombre d'habitants au recensement de 2011 étant compris entre 1 500 habitants et 2 499 habitants, le nombre de membres du conseil municipal pour l'élection de 2014 est de dix neuf,.

### Rattachements administratifs et électoraux
Commune faisant partie de la septième circonscription de la Haute-Garonne, de la communauté de communes du Bassin Auterivain et du canton d'Auterive.

### Liste des maires
| Période                                  | Période   | Identité      | Étiquette | Qualité            |
| ---------------------------------------- | --------- | ------------- | --------- | ------------------ |
| Les données manquantes sont à compléter. |           |               |           |                    |
| mars 1989                                | mars 2014 | René Delpech  | PS        |                    |
| mars 2014                                | mai 2020  | Pascal Bayoni | DVD       | Fonctionnaire      |
| mai 2020                                 | En cours  | Olivier Carté |           | Agent d'assurances |

## Population et société

### Démographie
L'évolution du nombre d'habitants est connue à travers les recensements de la population effectués dans la commune depuis 1793. Pour les communes de moins de 10 000 habitants, une enquête de recensement portant sur toute la population est réalisée tous les cinq ans, les populations de référence des années intermédiaires étant quant à elles estimées par interpolation ou extrapolation. Pour la commune, le premier recensement exhaustif entrant dans le cadre du nouveau dispositif a été réalisé en 2008.

En 2022, la commune comptait 1 638 habitants, en évolution de +5,2 % par rapport à 2016 (Haute-Garonne : +8,02 %, France hors Mayotte : +2,11 %).
| 1793 | 1800  | 1806  | 1821  | 1831  | 1836  | 1841  | 1846  | 1851  |
| ---- | ----- | ----- | ----- | ----- | ----- | ----- | ----- | ----- |
| 775  | 1 072 | 1 140 | 1 262 | 1 339 | 1 462 | 1 475 | 1 486 | 1 470 |

| 1856  | 1861  | 1866  | 1872  | 1876  | 1881  | 1886  | 1891  | 1896  |
| ----- | ----- | ----- | ----- | ----- | ----- | ----- | ----- | ----- |
| 1 490 | 1 525 | 1 530 | 1 407 | 1 364 | 1 285 | 1 235 | 1 209 | 1 176 |

| 1901  | 1906  | 1911  | 1921 | 1926 | 1931 | 1936 | 1946 | 1954 |
| ----- | ----- | ----- | ---- | ---- | ---- | ---- | ---- | ---- |
| 1 153 | 1 122 | 1 068 | 937  | 854  | 858  | 880  | 820  | 826  |

| 1962 | 1968 | 1975 | 1982  | 1990  | 1999  | 2006  | 2008  | 2013  |
| ---- | ---- | ---- | ----- | ----- | ----- | ----- | ----- | ----- |
| 796  | 833  | 907  | 1 105 | 1 239 | 1 414 | 1 469 | 1 485 | 1 529 |

| 2018  | 2022  | - | - | - | - | - | - | - |
| ----- | ----- | - | - | - | - | - | - | - |
| 1 557 | 1 638 | - | - | - | - | - | - | - |

| selon la population municipale des années : | 1968 | 1975 | 1982 | 1990 | 1999 | 2006 | 2009 | 2013 |
| Rang de la commune dans le département      | 94   | 91   | 104  | 102  | 106  | 120  | 121  | 124  |
| Nombre de communes du département           | 592  | 582  | 586  | 588  | 588  | 588  | 589  | 589  |

### Enseignement
Beaumont-sur-Lèze fait partie de l'académie de Toulouse.
L'éducation est assurée sur la commune par un groupe scolaire : école maternelle et école élémentaire.

### Culture et festivité
Bibliothèque, théâtre, danse, école de musique,

### Activités sportives
Pétanque, tennis, yoga, dojo, ball trap, gymnastique, circuit de Moto-cross,

### Écologie et recyclage
La collecte et le traitement des déchets des ménages et des déchets assimilés ainsi que la protection et la mise en valeur de l'environnement se font par le SMIVOM de la Mouillonne.

## Économie

### Revenus
En 2018  (données Insee publiées en septembre 2021), la commune compte 630 ménages fiscaux, regroupant 1 567 personnes. La médiane du revenu disponible par unité de consommation est de 24 250 € (23 140 € dans le département).

### Emploi
|                | 2008  | 2013  | 2018  |
| -------------- | ----- | ----- | ----- |
| Commune        | 5,5 % | 5,7 % | 7,4 % |
| Département    | 7,7 % | 9,6 % | 9,3 % |
| France entière | 8,3 % | 10 %  | 10 %  |

En 2018, la population âgée de 15 à 64 ans s'élève à 1 001 personnes, parmi lesquelles on compte 79,6 % d'actifs (72,2 % ayant un emploi et 7,4 % de chômeurs) et 20,4 % d'inactifs,. Depuis 2008, le taux de chômage communal (au sens du recensement) des 15-64 ans est inférieur à celui de la France et du département.
La commune fait partie de la couronne de l'aire d'attraction de Toulouse, du fait qu'au moins 15 % des actifs travaillent dans le pôle,. Elle compte 182 emplois en 2018, contre 191 en 2013 et 209 en 2008. Le nombre d'actifs ayant un emploi résidant dans la commune est de 736, soit un indicateur de concentration d'emploi de 24,7 % et un taux d'activité parmi les 15 ans ou plus de 62,9 %.
Sur ces 736 actifs de 15 ans ou plus ayant un emploi, 91 travaillent dans la commune, soit 12 % des habitants. Pour se rendre au travail, 90,6 % des habitants utilisent un véhicule personnel ou de fonction à quatre roues, 3,5 % les transports en commun, 3 % s'y rendent en deux-roues, à vélo ou à pied et 2,9 % n'ont pas besoin de transport (travail au domicile).

### Activités hors agriculture

#### Secteurs d'activités
128 établissements sont implantés  à Beaumont-sur-Lèze au 31 décembre 2019. Le tableau ci-dessous en détaille le nombre par secteur d'activité et compare les ratios avec ceux du département,.
| Secteur d'activité                                                                                        | Commune | Commune | Département |
| Secteur d'activité                                                                                        | Nombre  | %       | %           |
| --- | ------- | ------- | ----------- |
| Ensemble                                                                                                  | 128     | 100 %   | (100 %)     |
| Industrie manufacturière, industries extractives et autres                                                | 13      | 10,2 %  | (5,7 %)     |
| Construction                                                                                              | 34      | 26,6 %  | (12 %)      |
| Commerce de gros et de détail, transports, hébergement et restauration                                    | 18      | 14,1 %  | (25,9 %)    |
| Information et communication                                                                              | 6       | 4,7 %   | (4,1 %)     |
| Activités financières et d'assurance                                                                      | 1       | 0,8 %   | (3,8 %)     |
| Activités immobilières                                                                                    | 9       | 7 %     | (4,2 %)     |
| Activités spécialisées, scientifiques et techniques et activités de services administratifs et de soutien | 22      | 17,2 %  | (19,8 %)    |
| Administration publique, enseignement, santé humaine et action sociale                                    | 18      | 14,1 %  | (16,6 %)    |
| Autres activités de services                                                                              | 7       | 5,5 %   | (7,9 %)     |

Le secteur de la construction est prépondérant sur la commune puisqu'il représente 26,6 % du nombre total d'établissements de la commune (34 sur les 128 entreprises implantées  à Beaumont-sur-Lèze), contre 12 % au niveau départemental.

#### Entreprises et commerces
Les cinq entreprises ayant leur siège social sur le territoire communal qui génèrent le plus de chiffre d'affaires en 2020 sont : 
- Bâtiment Services Toiture - BST, travaux de charpente (4 557 k€) ;
- Miharu, conseil en relations publiques et communication (192 k€) ;
- Le Joker, débits de boissons (180 k€) ;
- Energie Thermique Bollaro, travaux d'installation électrique dans tous locaux (130 k€) ;
- Societe Cooperative Par Actions Simplifiee A Capital Variable Mas Coop, location de logements (75 k€).

L'agriculture basée sur la culture de céréales (maïs, blé…) a encore une place importante mais tend à diminuer en faveur de zones résidentielles liées à la proximité de l'agglomération toulousaine.

### Agriculture
La commune est dans le Volvestre, une petite région agricole localisée dans l'est du département de la Haute-Garonne, constituée de collines de terrefort à fortes pentes autrefois consacrées à l’élevage s’orientent aujourd’hui vers les grandes cultures. En 2020, l'orientation technico-économique de l'agriculture  sur la commune est la culture de céréales et/ou d'oléoprotéagineuses.
|               | 1988  | 2000  | 2010  | 2020  |
| ------------- | ----- | ----- | ----- | ----- |
| Exploitations | 51    | 35    | 34    | 24    |
| SAU (ha)      | 2 029 | 2 199 | 2 307 | 2 216 |

Le nombre d'exploitations agricoles en activité et ayant leur siège dans la commune est passé de 51 lors du recensement agricole de 1988  à 35 en 2000 puis à 34 en 2010 et enfin à 24 en 2020, soit une baisse de 53 % en 32 ans. Le même mouvement est observé à l'échelle du département qui a perdu pendant cette période 57 % de ses exploitations,. La surface agricole utilisée sur la commune a quant à elle augmenté, passant de 2 029 ha en 1988 à 2 216 ha en 2020. Parallèlement la surface agricole utilisée moyenne par exploitation a augmenté, passant de 40 à 92 ha.

## Culture locale et patrimoine

### Lieux et monuments

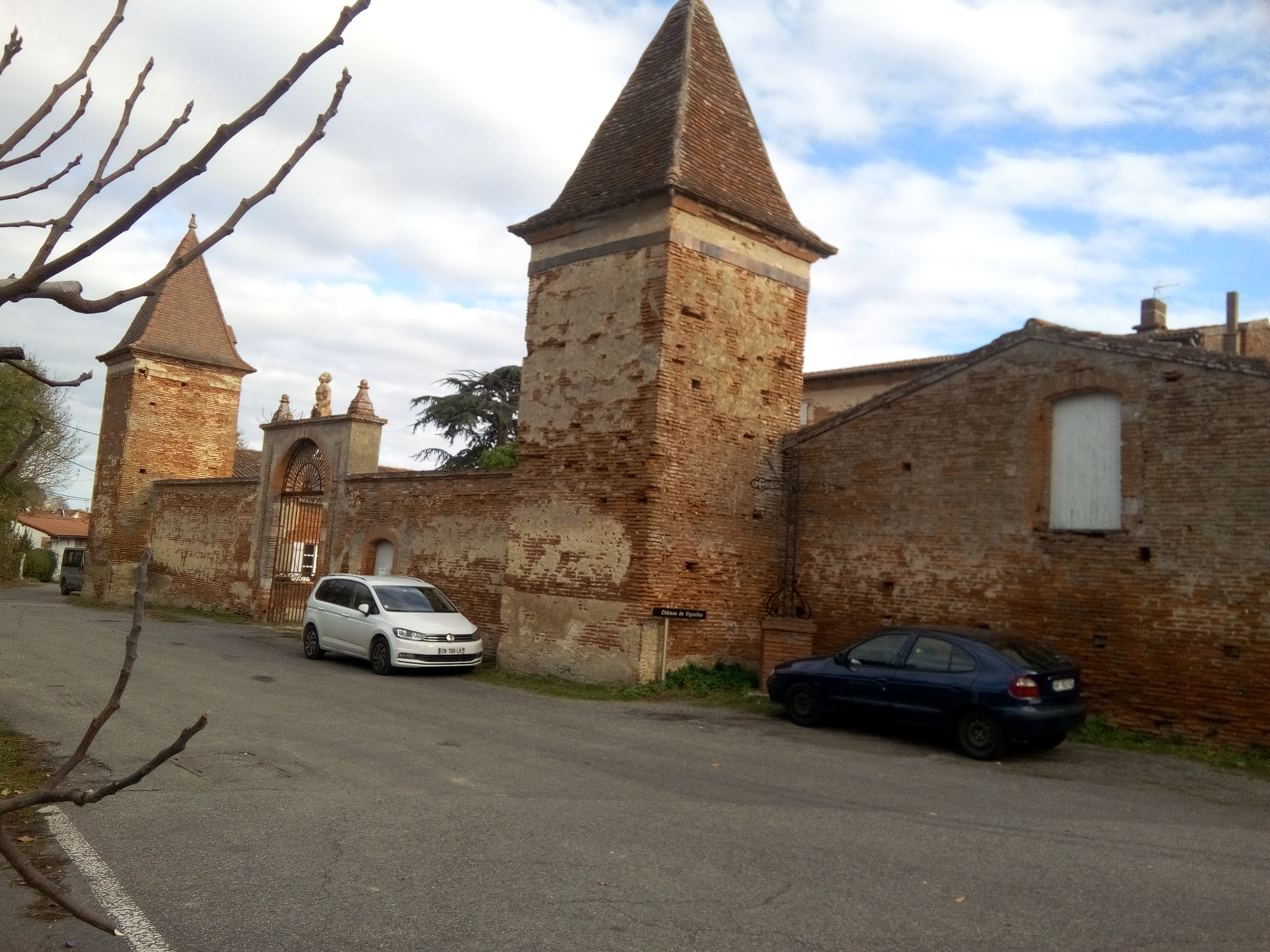
Château de Vignolles.

- Château de Vignolles, inscrit au titre des monuments historiques depuis 1994[45].
- Chapelle du château de Vignolles[46].
- Chapelle Saint-Pierre-de-Celles[47].
- Église Saint-Martial[48].
- Cimetière des animaux.
- Château de Ribonnet.

### Personnalités liées à la commune
- Henry Richard Abadie originaire du Château de Pellepoix.
- Antoine Darquier de Pellepoix
- Clément Ader : propriétaire du château de Ribonnet.

### Héraldique
| Beaumont-sur-Lèze | Son blasonnement est : de gueules à la fasce d’or. |

## Pour approfondir